# Pternistis capensis
El francolín de El Cabo (Pternistis capensis) es una especie de ave galliforme en la familia Phasianidae endémica del extremo suroeste de Sudáfrica.
El francolín de El Cabo es un ave que habita en zonas de arbustos, preferentemente cerca de arroyos. Su nido es una pequeña hondonada sobre el suelo forrada con pastos y ubicada bajo un arbusto,  la puesta consiste de 6 a 8 huevos (a veces dos familias pueden poner en el mismo nido). Esta especie se puede volver muy doméstica si no se los molesta, y puede alimentarse en jardines, a la vera de las carreteras o en granjas de aves de corral. Si se lo molesta prefiere correr antes que volar, pero aún siendo juveniles, de unas pocas semanas de vida puede volar con fuerza si se lo acosa.
Su llamada es un cackalac-cackalac-cackalac  fuerte.

## Descripción
Mide de 40 a 42 cm de largo. Los machos pesan entre 600 a 915 g, siendo algo más grandes que las hembras, que pesan entre 435 a 660 g. A la distancia este francolin parece totalmente oscuro, excepto por sus patas rojas, pero al observarlo de cerca su plumaje presenta un patrón reticulado en tonos de gris y blanco.
El plumaje de ambos sexos es similar, pero el macho posee dos espolones en las patas mientras que la hembra solo tiene un espolón corto en cada pata.